# 1852
El 1852 (MDCCCLII) fou un any de traspàs començat en dijous del calendari gregorià i un any de traspàs començat en dimarts del calendari julià.

## Esdeveniments
- 5 de febrer, Sant Petersburg, Imperi Rus: s'hi inaugura l'Ermitage.
- 11 de setembre, Buenos Aires, Argentina: la ciutat se separa de la resta del país després d'una aliança entre antics unitaris i federals rosistes.
- Independència de Transvaal.
- A la Rebel·lió dels Taiping, auge de les forces rebels.
- Napoleó III és proclamat emperador.
- Publicació de Bleak House, de Charles Dickens.
- Cau una columna del Temple de Zeus Olímpic d'Atenes.
- Es comença a publicar la revista Architektonisches Skizzenbuch.

## Naixements
Països Catalans
- 27 de març, Villena, Alt Vinalopó: Ruperto Chapí Lorente, compositor valencià de sarsuela
- 26 d'abril, Barcelona: Antoni Esplugas i Puig, fotògraf pioner d'aquesta activitat professional a Barcelona
- 29 d'abril, Alcoi: Vicent Costa i Nogueras, compositor i pianista (m. 1919).[1]
- 25 de juny, Riudoms, província de Tarragona: Antoni Gaudí, arquitecte català.[2]
- 5 de juliol, Barcelona: Cèsar August Torras i Ferreri, muntanyenc i primer promotor de l'excursionisme català.
- 23 de juliol, Lleida: Martina Castells i Ballespí, metgessa catalana, primera dona que va assolir un doctorat a l'Estat espanyol.[3]
- 10 de setembre, Tarragona: Josep Yxart i de Moragas, crític literari català
- 21 de novembre, Vila-real, la Plana Baixa: Francesc Tàrrega, compositor i guitarrista valencià
- 15 de desembre, Castelló de la Plana: Helena Sanz i Martínez de Arizala, cantant mezzosoprano valenciana

Resta del món
- 10 de febrer, Kanzach, Baden-Württemberg: Carl Braig, filòsof i teòleg alemany.
- 16 d'abril, Londres: Laura Theresa Alma-Tadema, pintora i il·lustradora del Regne Unit (m. 1909).[4]
- 25 d'abril
  - Fredrik Svenonius, geòleg suec.
  - Zamora, Espanya: Leopoldo Alas, Clarín, periodista i escriptor espanyol.[5]
  - 1 de maig, Petilla de Aragón, Navarra: Santiago Ramón y Cajal, biòleg espanyol, premi Nobel de Medicina o Fisiologia el 1906 (m. 1934)[6]
- 18 de maig, Des Moines, Iowa, EUA Gertrude Käsebier, fotògrafa nord-americana (m. 1934).[7]
- 22 de maig, Dun-le-Roi, França: Émile Sauret, violinista i compositor francès.
- 24 de maig, Kilternan, comtat de Dublín: Phoebe Anna Traquair, artista irlandesa, vinculada al moviment Arts and Crafts. (m. 1936).[8]
- 30 d'agost, Rotterdam, Països Baixos: Jacobus Henricus van't Hoff, Premi Nobel de Química 1901 (m. 1911).[9]
- 9 de setembre, Parsonage, Monton, Manchester, Lancashire, Regne Unit: John Henry Poynting, físic anglès (m. 1914).[10]
- 12 de setembre, Morley, Regne Unit: Herbert Henry Asquith, polític britànic, Primer Ministre del Regne Unit (1908-1916) (m. 1928).[11]
- 17 de setembre, Almeirim: Ernesto Júlio de Carvalho e Vasconcelos, militar de l'armada portuguesa, enginyer, explorador i geògraf portuguès.
- 28 de setembre, París: Henri Moissan, professor universitari francès, Premi Nobel de Química de 1906 (m. 1907).[12]
- 2 d'octubre, Glasgow, Escòcia): William Ramsay, químic escocès, Premi Nobel de Química de 1904 (m. 1916).[13]
- 9 d'octubre - Euskirchen, Imperi Alemany: Hermann Emil Fischer, químic alemany, Premi Nobel de Química 1902 (m. 1919).[14]
- 8 de novembre - Fuzhou, Fujian (Xina): Lin Shu, escriptor i traductor xinès (m. 1924).[15]
- 22 de novembre, La Flèche, França: Paul d'Estournelles de Constant, polític francès, Premi Nobel de la Pau de 1909
- 15 de desembre, París, França): Antoine Henri Becquerel, físic francès, Premi Nobel de Física
- 19 de desembre, Strzelno, Prússia): Albert Abraham Michelson, físic nord-americà, Premi Nobel de Física de 1907.
- 20 de desembre, Santiago: Eugenia Osterberger, compositora i pianista espanyola del Romanticisme (m. 1932).[16]

## Necrològiques
Països Catalans
- 20 d'abril - Barcelona (Barcelonès): Marcelino Andrés y Andrés, metge i botànic valencià (n. 1809).

Resta del món
- 6 de gener - París, (França): Louis Braille, mestre, creador de l'escriptura per a cecs que duu el seu nom (n. 1809).
- 4 de març - Moscou (Rússia): Nikolaj Gogol, escriptor ucraïnès en llengua russa (n. 1809).
- 14 de setembre - Kent (Anglaterra): Arthur Wellesley 1r Duc de Wellington, polític i militar britànic, Primer Ministre del Regne Unit (n. 1769).
- 27 de novembre - Londres: Ada Lovelace, matemàtica anglesa, primera programadora en la història dels computadors (n. 1815).[17]